# أكنسوس
أبو عبد الله محمد بن أحمد المشهور ب أَكَنْسُوس أَو كَنْسُوس أو الكَنْسُوسي (ولد 1211هـ/ 1796م - توفي 1877م) أديب ومؤرخ وصوفي ورجل دولة مغربي، تولى الوزراة في عهد المولى سليمان والمولى عبد الرحمن.

## مسيرته
وُلِدَ وسط قبيلة إداو أكنسوس في بلاد سوس، وارتحل إلى فاس لمتابعة دراسته في جامع القرويين وهو في الثامنة عشر من عمره. وانتقل بين حلقات الدرس ويؤُمُّ مجالس أكابر العلماء. فكان يجمع بين علوم الشرع واللسان والتاريخ، مما كون له ذخيرة كبيرة لمستقبل الأيام. وفي القرويين، تعرف على محمد بن ادريس الذي سيصبح لاحقا كاتبا ووزيرا وحاجبا المولى عبد الرحمن.
اشتغل كاتباً في الديوان المخزني وارتقى سنة 1236هـ/1820م إلى مرتبة وزير، وقرّبه السلطان مولاي سليمان وكلّفه بمهمام عدة في تطوان، وسلا، والقصر الكبير، هدفها وضع حد للثورات والفتن التي اندلعت في عهده. وعند وفاة المولى سليمان عزل من الوزارة، فانتقل إلى مراكش حيث انصرف إلى العبادة والتصوف والتأليف في ميدان التاريخ والشعر. فأصبح من شيوخ الطريقة التيجانية. فعمّر طويلاً وأصيب بالعمى في آخر حياته وتوفي في مراكش ودفن خارج باب الرب.

## أعماله
أشهر مؤلفات أكنسوس هو كتاب «الجيش العَرَمْرَم الخماسي في دولة أولاد مولانا علي السجلماسي»، الذي ألف وهو في السبعين من عمره، ورتبه على طريقة غريبة ونسق عجيب، فجعله على نظام الخميس، أي الجيش المركب في خمسة أقسام: مقدمة وساقة وجناحان وشروطها وواجباتها والكتاب في بحثه وغريب تنسيقه وعجيب تنظيمه يحوي من المعلومات الكثير. فقد جمع في تاريخه بين مسائل السياسة والتاريخ والفقه، وذكر دول المشرق وأفريقيا والأندلس ودول المغرب السابقة إلى جانب الدولة العلوية التي ألف كتابه فيها. فأتى في ذلك بعمل فريد، ودل على تمكنه ورسوخه وحسن تصرفه ولباقته، حيث شحن جميع هذه المباحث وضمن كل هذه المقاصد في كتاب صغير الحجم، لا يحتوي بجزأيه الاثنين على أكثر من 420 صفحة، هذا مع التوسع الكثير في أخبار الدولة الشريفة العلوية، وذكر ملوكها إلى عهده ملكا ملكا، وما وقع في أيامهم من حوادث وما خلفوه من آثار.
ومن مؤلفاته أيضاً:
- «الحلل الزنجفورية في أجوبة الأسئلة الطيفورية»
- «حسام الانتصار في وزارة بني عشرين الأنصار»
- «خمائل الورد والنسرين في وزارة بني عشرين»

وقد ألّف في مناقبه الفقيه الحجوجي المغربي كتابًا خاصا به عنوانه «بهجة النفوس بذكر بعض مناقب سيدي محمد بن أحمد أكنسوس».